# Crambus hemileucalis
Crambus hemileucalis là một loài bướm đêm trong họ Crambidae.